# Ingmar Vos
Ingmar Vos (Rotterdam, 28 mei 1986) is een voormalige Nederlandse atleet, die zich had toegelegd op de tienkamp. Hij behoorde tot de beste tienkampers van Nederland.

## Biografie

### Eerste meerkamptitel als A-junior
Vos manifesteerde zijn aanleg voor de meerkamp al vroeg; als B-junior (cat. 16/17 jaar) draaide hij op nationaal niveau al volop mee en in 2003 werd hij in deze leeftijdsgroep tweede bij de nationale jeugdkampioenschappen. Twee jaar later, in 2005, veroverde hij als A-junior zijn eerste nationale meerkamptitel. Als beloning mocht hij deelnemen aan de Europese jeugdkampioenschappen in Kaunas, zijn eerste grote internationale toernooi, waar hij een verdienstelijke tiende plaats wist te behalen.
Sinds 2006, zijn eerste jaar bij de senioren, behoort Ingmar Vos tot de beste meerkampers van Nederland. In dat jaar behaalde hij al direct een zilveren medaille bij de Nederlandse meerkampkampioenschappen indoor, gevolgd door een bronzen plak tijdens de Nederlandse tienkampkampioenschappen.

### Op EK onder 23 bij beste acht
Ook op individuele onderdelen speelde hij op nationale kampioenschappen graag een deuntje mee. Zo veroverde hij in 2007 een bronzen plak op de nationale indoorkampioenschappen en stond hij op 1 juli 2007 in de finale van de Nederlandse baankampioenschappen bij het speerwerpen, waar hij een zesde plaats behaalde met 60,90 m. Dat jaar werd hij ook uitgezonden naar de Europese kampioenschappen voor atleten onder 23 jaar in Debrecen, waar hij zich op de tienkamp met 7349 punten bij de beste acht schaarde.

### Tienkamp fors verbeterd
In 2008 nam Vos, evenals het jaar ervoor, deel aan alle nationale kampioenschappen die er jaarlijks in Nederland plaatsvinden. Voor een meerkamper zijn dat er altijd vier: de individuele én meerkampkampioenschappen, zowel binnen als buiten. Het leverde hem tweemaal eremetaal op bij het verspringen en op de zevenkamp, maar op het NK tienkamp verprutste hij zijn titelkansen door op de 110 m horden in de fout te gaan en zijn race niet te beëindigen. Het hoogtepunt van het seizoen 2008 lag voor Vos echter niet op de NK’s. Tijdens de meerkampwedstrijd in de Europa Cup Superleague in Hengelo op 28 en 29 juni groeide hij namelijk boven zichzelf uit en verbeterde hij via diverse PR-prestaties op individuele nummers zijn tienkamp-PR met bijna 150 punten tot 7760, waarmee hij in de totaaluitslag als zevende eindigde, direct achter Pelle Rietveld (5e met 7833 p) en Ludo van der Plaat (6e met 7774 p). Het drietal was ervoor verantwoordelijk, dat Nederland ten slotte in het landenklassement als tweede eindigde, achter Wit-Rusland, maar vóór Frankrijk.
Daarmee was de koek echter nog niet op. Precies een maand later wist Ingmar Vos met alweer een betere score van 7786 punten in het Britse Ashford de interland tussen Nederland, Groot-Brittannië, Frankrijk en Zwitserland voor neo-senioren te winnen. En ook eind augustus was hij er weer bij in Woerden, waar atletiekvereniging Clytoneus internationale meerkampen organiseerde. Vos kwam er uit op 7656 punten, weliswaar minder dan zijn twee vorige meerkampen, maar altijd nog boven zijn PR van vóór 2008.

### WK in Berlijn
In 2009 koos Ingmar Vos voor een andere strategie. Wilde hij een kans maken op deelname aan de wereldkampioenschappen in Berlijn, dan moest hij zich ten opzichte van 2008 opnieuw aanzienlijk verbeteren. Immers, de WK-limiet voor de tienkamp lag op 8000 punten, 214 punten boven zijn beste score tot dan toe. Deelname aan de NK's meerkamp in- en outdoor zouden hem hoogstwaarschijnlijk zover niet brengen, vandaar dat hij gedurende het indoorseizoen koos voor het sterk bezette, prestigieuze Reval Hotels Cup meerkampfestijn van Erki Nool in Tallinn, in het weekend van 7 en 8 februari. Terwijl landgenoot Eelco Sintnicolaas dit toernooi verrassend op zijn naam schreef, eindigde Vos er op de zevenkamp met een puntentotaal van 5617, 43 punten onder zijn PR-totaal uit 2007, als achtste. Bij het hoogspringen (2,01) en polsstokhoogspringen (4,25) kwam hij er tot nieuwe PR-prestaties. Terug in Nederland nam hij op de Nederlandse indoorkampioenschappen in Apeldoorn deel aan het verspringen, waarop hij derde werd met 7,05.
Vervolgens richtte hij zich in het outdoorseizoen op de sterkbezette Hypomeeting in het Oostenrijkse Götzis, welke jaarlijks plaatsvindt in het laatste weekend van mei. Deelname aan dit toernooi bleek een schot in de roos, evenals voor drie andere Nederlandse deelnemers, te weten Yvonne Wisse, Eugène Martineau en Eelco Sintnicolaas. Alle vier voldeden aan de gestelde WK-limieten, waarbij Vos tot een dertiende plaats en een puntentotaal van 8003 kwam.
Bij de Nederlandse baankampioenschappen, enkele weken voor de aanvang van de WK, deed Vos vervolgens mee aan vier individuele nummers. Zijn vierde plaats op het verspringen met 7,21 was hiervan het beste resultaat.
Bij de wereldkampioenschappen in Berlijn overtrof Ingmar Vos zichzelf andermaal. In een ambiance die hem aansprak en hem stimuleerde om tot het uiterste te gaan, kwam hij in twee slopend lange dagen opnieuw tot een recordscore, 8009 punten ditmaal. Hij eindigde er als 20e mee, vlak achter Eugène Martineau die als 19e 8055 punten bijeensprokkelde. Van de 34 atleten die hun tienkamp voltooiden, was Vos de laatste met een score boven de 8000 punten. De wereldtitel ging naar de onaantastbare Amerikaan Trey Hardee, die niet minder dan 8790 punten wist te vergaren.
Na zijn studie aan de Halo in Den Haag te hebben afgerond, was Vos tot 2017 professioneel atleet. Hij was aangesloten bij de atletiekverenigingen PAC Rotterdam.

### Einde atletiekloopbaan
In juni 2017 zette Vos, na een mislukte poging om zich voor de WK in Londen te kwalificeren, een punt achter zijn carrière. Een slepende achillespeesblessure verhinderde hem om op topniveau te presteren.

## Nederlandse kampioenschappen
Indoor
| Onderdeel   | Jaar |
| ----------- | ---- |
| verspringen | 2011 |
| zevenkamp   | 2011 |

## Persoonlijke records
Outdoor
| Onderdeel            | Prestatie | Wind (m/s) | Datum            | Plaats                   |
| -------------------- | --------- | ---------- | ---------------- | ------------------------ |
| 100 m                | 10,75     | +1,3       | 29 mei 2010      | Götzis                   |
| 200 m                | 22,30     | +0,8       | 12 mei 2012      | Hoorn                    |
| 400 m                | 49,21     |            | 17 mei 2008      | Bernhausen (Filderstadt) |
| 1500 m               | 4.22,71   |            | 20 augustus 2006 | Woerden                  |
| 110 m horden         | 14,29     | +1,4       | 30 mei 2011      | Amsterdam                |
| 400 m horden         | 58,14     |            | 30 mei 2003      | Vught                    |
| verspringen          | 7,56      | +0,6       | 28 juli 2010     | Barcelona                |
| hoogspringen         | 2,07      |            | 5 juli 2014      | Toruń                    |
| polsstokhoogspringen | 4,80      |            | 10 juli 2011     | Eindhoven                |
| kogelstoten          | 14,65     |            | 24 mei 2014      | Hoorn                    |
| discuswerpen         | 44,97     |            | 26 maart 2015    | Austin, Texas            |
| speerwerpen          | 65,28     |            | 29 mei 2011      | Götzis                   |
| tienkamp             | 8224      |            | 26/27 mei 2012   | Götzis                   |

Indoor
| Onderdeel            | Prestatie | Datum            | Plaats    |
| -------------------- | --------- | ---------------- | --------- |
| 60 m                 | 6,89 s    | 5 maart 2011     | Parijs    |
| 60 m horden          | 7,96 s    | 20 februari 2011 | Apeldoorn |
| 1000 m               | 2.39,37   | 28 januari 2007  | Zaragoza  |
| verspringen          | 7,47 m    | 13 februari 2011 | Apeldoorn |
| hoogspringen         | 2,05 m    | 19 februari 2011 | Apeldoorn |
| polsstokhoogspringen | 4,80 m    | 20 februari 2011 | Apeldoorn |
| kogelstoten          | 14,29 m   | 14 februari 2010 | Gent      |
| zevenkamp            | 6020 p    | 5/6 maart 2011   | Parijs    |

### Opbouw PR meerkamp en potentie op basis van PR's
In de tabel staat de uitsplitsing van het persoonlijk record op de tienkamp. In de kolommen ernaast staat ook het potentieel record, met alle persoonlijke records op de losse onderdelen en de bijbehorende punten.
|              | Uitsplitsing PR | Uitsplitsing PR | Uitsplitsing PR |              | Potentieel record | Potentieel record |
| Onderdeel    | Prestatie       | Wind (m/s)      | Punten          | Pers. record | Punten            |                   |
| ------------ | --------------- | --------------- | --------------- | ------------ | ----------------- | ----------------- |
| 100 m        | 10,92           | -1,5            | 878             | 10,75        | 917               |                   |
| verspringen  | 7,36            | +0,8            | 900             | 7,56         | 950               |                   |
| kogelstoten  | 14,14           |                 | 737             | 14,65        | 768               |                   |
| hoogspringen | 2,06            |                 | 859             | 2,07         | 868               |                   |
| 400 m        | 49,50           |                 | 838             | 49,21        | 851               |                   |
| 110m horden  | 14,35           | +1,4            | 930             | 14,29        | 937               |                   |
| discuswerpen | 43,31           |                 | 732             | 44,97        | 766               |                   |
| polshoog     | 4,76            |                 | 837             | 4,80         | 849               |                   |
| speerwerpen  | 63,89           |                 | 797             | 65,28        | 818               |                   |
| 1500 m       | 4.34,47         |                 | 716             | 4.22,71      | 793               |                   |
| Puntentotaal |                 |                 | 8224            |              | 8517              |                   |

## Palmares

### 60 m horden
- 2012: 7e NK indoor - 8,21 s

### 110 m horden
- 2012: 5e Ter Specke Bokaal te Lisse - 14,99 s

### hoogspringen
- 2009: 7e NK - 2,00 m
- 2013: 6e NK - 1,98 m
- 2014: 4e NK - 2,03 m

### verspringen
- 2007:  NK indoor - 7,18 m
- 2008:  NK - 7,17 m
- 2009:  NK indoor - 7,05 m
- 2009: 4e NK - 7,21 m
- 2010: 4e NK - 7,31 m
- 2011:  NK indoor - 7,47 m
- 2011:  NK - 7,39 m (+2,7 m/s)
- 2012:  Ter Specke Bokaal - 7,22 m
- 2012:  Flynth Recordwedstrijden te Hoorn - 7,15 m (+1,2 m/s)
- 2013: 10e NK - 7,00 m (+0,7 m/s)
- 2014:  NK - 7,43 m (+0,9 m/s)
- 2015: 4e Gouden Spike - 7,04 m (+2,1 m/s)

### kogelstoten
- 2012: 9e Flynth Recordwedstrijden - 13,41 m
- 2015: 9e Gouden Spike - 13,98 m

### discuswerpen
- 2009: 7e NK - 42,61 m
- 2012: 9e Ter Specke Bokaal - 39,14 m
- 2012: 9e Gouden Spike - 42,71 m

### speerwerpen
- 2007: 6e NK - 60,90 m
- 2016: 7e Gouden Spike - 61,41 m

### zevenkamp
- 2006:  NK indoor meerkamp - 5320 p
- 2008:  NK indoor meerkamp - 5462 p
- 2011:  NK indoor meerkamp - 5987 p

### tienkamp
- 2005: 10e EJK - 7.145 p
- 2006:  NK meerkamp - 7298 p
- 2007: 8e EK U23 - 7349 p
- 2008: DNF NK meerkamp
- 2008: 7e Europa Cup Superleague - 7760 p
- 2008:  Interl. Groot-Brittannië/Ned./Frankrijk/Zwitserland U23 - 7786 p
- 2009: 13e Hypomeeting - 8003 p
- 2009: 20e WK - 8009 p
- 2010: 11e EK - 7981 p
- 2011: DNF WK
- 2012: 6e Hypomeeting - 8224 p
- 2012: 21e OS - 7805 p
- 2013: DNF WK